# 理查德·韦茨
理查德·韦茨（德語：Richard Wetz，1875年2月26日—1935年1月16日），德国作曲家，音乐学家。

## 生平
韦茨生于上西里西亚的一个普通家庭，他几乎靠自学掌握了钢琴和作曲的初步技巧。后来他先后到莱比锡和慕尼黑就学，同时也在莱比锡大学研究过哲学和文学。1906年他毕业后受聘担任埃尔福特市音乐协会的指导，并在当地的音乐学院教授音乐史和作曲。他逐渐在图林根当地音乐界享有盛名，并于1928年成为普鲁士艺术协会的外籍成员之一。1935年，韦茨因肺癌在埃尔福特逝世。

## 成就
韦茨是德奥晚期浪漫主义音乐的代表人物之一，以李斯特和布鲁克纳为代表的“新德意志乐派”对他有很大影响。他的三部交响曲在形式和风格上类似布鲁克纳，但感情较为含蓄，配器更加丰富，旋律富有歌唱性。韦茨的大部分作品都是声乐曲，他的合唱曲和艺术歌曲也很出色，特别是《安魂曲》。他的晚期作品，如小提琴协奏曲则有明显的半音化倾向。
韦茨亦对音乐史有深入研究，写有研究贝多芬，李斯特和布鲁克纳的著作。

## 外部連結
- 理查德·韦茨的免费乐谱，由国际乐谱典藏计划提供